# Bitwa o kompleks Orcha
Bitwa o kompleks Orcha (hebr. הקרב על מתחם אורחה, ha-kraw al mitcham Orcha) – starcie pomiędzy Siłami Obronnymi Izraela a armią egipską o kompleks Orcha w pobliżu wsi Sarabijum w dniu 19 października 1973 roku podczas wojny Jom Kipur. Walki te były częścią działań izraelskiej armii na zachodnim brzegu Kanału Sueskiego, które miały na celu zabezpieczyć przeprawę przez kanał i odsunąć od niej siły egipskie.
Do ataku na kompleks wyznaczono 14 Brygadę Pancerną pułkownika Amnona Reszefa. Brygada przystąpiła do ataku bez rozpoznania. Weryfikacji celów i kierunków natarcia dokonywano w trakcie walk. Siły egipskie na obszarze kompleksu były dobrze przygotowane do obrony. W ten sam dzień Izraelczycy zdobyli kompleks po ciężkich walkach.

## Tło historyczne
Po wojnie sześciodniowej w 1967 roku prezydent Egiptu Gamal Abdel Naser uznał, że wciągnie Izrael w długi konflikt na wyniszczenie, który miałby skutkować izraelskimi stratami gospodarczymi i wojskowymi. Egipcjanie uznali, że taki stan rzeczy skłoniłby Izrael do podjęcia rozmów pokojowych. Naser uznał, że podjęcie takich kroków przez izraelskie władze ukazałoby słabnącą pozycję państwa Izrael w regionie. Do 1970 roku trwała tzw. wojna na wyczerpanie, w którą oprócz Egiptu zaangażowane były w różnym stopniu także Syria, Jordania i organizacje palestyńskie. Urzędujący od 1970 roku prezydent Anwar as-Sadat postanowił doprowadzić do zmiany pozycji Egiptu na Bliskim Wschodzie. Uznał, że jedynym wyjściem jest niespodziewany i zmasowany atak na Izrael. W tym celu podjął rozmowy ze Związkiem Radzieckim w celu wzmocnienia egipskiej obrony przeciwlotniczej, która uniemożliwiłaby Siłom Powietrznym Izraela przeprowadzenie ataków w głąb terytorium egipskiego. Armię egipską nasycono większą ilością broni przeciwpancernej. Przygotowania do natarcia połączone były ze skuteczną dezinformacją, dzięki czemu Izraelczycy zbagatelizowali możliwość ataku ze strony państw arabskich. 6 października 1973 roku, w trakcie żydowskiego święta Jom Kipur, doszło do jednoczesnego ataku z zaskoczenia Syrii i Egiptu na Izrael.

## Wydarzenia przed bitwą
15 października Izraelczycy rozpoczęli operację „Abirej Lew”, której celami było dotarcie do Kanału Sueskiego, utworzenie na nim przepraw na zachodni brzeg i stworzenie na nim przyczółków. W tym samym dniu siły 143 Rezerwowej Dywizji Pancernej gen. Ariela Szarona zaangażowały się w walki z Egipcjanami na wschodnim brzegu kanału, m.in. w rejonie Chińskiej Farmy. 17 października utworzono przeprawę na kanale. Pomimo zakazu Szaron nakazał przeprawić się na zachodni brzeg części swoich sił jeszcze w tym samym dniu .
Mimo ciężkich strat Egipcjanie wciąż byli w stanie prowadzić działania opóźniające i zaczepne. Ponadto wzdłuż zachodniego brzegu kanału utworzyli oni punkty oporu obsadzone bronią przeciwpancerną i przeciwlotniczą. Egipskie wojska obrony powietrznej zestrzeliły w ramach walk wzdłuż kanału sześć izraelskich samolotów F-4 Phantom. Doprowadziło to do wstrzymania działań Sił Powietrznych Izraela nad kanałem do czasu oczyszczenia jego zachodniego brzegu z pocisków ziemia-powietrze.
162 Rezerwowa Dywizja Pancerna gen. Awrahama Adana i 146 Rezerwowa Dywizja Pancerna gen. Kalmana Magena otrzymały rozkaz, żeby 19 października, po przekroczeniu kanału przemieścić się wzdłuż niego na południe w celu okrążenia egipskiej 3 Armii. Dywizja Szarona natomiast otrzymała zadanie zniszczenia stanowisk systemów przeciwlotniczych i skierowania się na północ ku Ismailii, aby okrążyć 2 Armię. Obie egipskie formacje znajdowały się jeszcze na wschodnim brzegu kanału.

## Charakterystyka obszaru

### KompleksOrcha
Orcha była izraelską nazwą kodową ufortyfikowanego kompleksu stanowiącego zaplecze 2 Armii, który zlokalizowany był trzy kilometry na zachód od Kanału Sueskiego. W jego skład wchodziły: bufor rolniczy (herb. החיץ החקלאי) o długości ok. 20 km i szerokości wahającej się od 5 do 20 km porośnięty różnego rodzaju roślinnością, kanał ze słodką wodą (hebr. תעלת המים המתוקים) ciągnący się wzdłuż Kanału Sueskiego od Ismailii na południe, mosty oraz brody na kanale ze słodką wodą, drenaże, zabudowania wiejskie, a także drogi Wardit (prowadząca z kompleksu na zachód) i Nura (prowadząca z północy na południe wzdłuż kanału ze słodką wodą) .

### Siły egipskie
Amnon Reszef podaje, że w kompleksie stacjonowały następujące siły egipskie: komandosi ze 129 pułku, żołnierze ze 150 Brygady Spadochronowej, pozostałości 16 Dywizji Piechoty Zmechanizowanej, siły z 23 Brygady Pancernej i 116 Brygady Zmechanizowanej, ponadto w kompleksie znajdowała się artyleria, artyleria przeciwlotnicza kal. 57 mm i broń przeciwpancerna różnego rodzaju . Ponadto w okolicy miały znajdować się także egipskie wojska inżynieryjne.

## Bitwa

### Przygotowania
O godzinie 10:00 14 Brygada Pancerna pułkownika Amnona Reszefa przekroczyła kanał. W akcji brały udział 79 Brygada Pancerna (17 czołgów) pod dowództwem Natana Ben Ariego, oddział majora Szmu’ela Arada (dwie kompanie spadochroniarzy z transporterami półgąsienicowymi), Sajjeret Szaked (trzy kompanie piechoty zmechanizowanej i cztery czołgi) pod dowództwem podpułkownika Mosze Spektora, grupa Jicchaka Zamira (kompania kadetów ze szkoły oficerskiej) oraz Jednostka 88 (5 lub 6 czołgów PT-76 oraz 9 lub 10 transporterów BTR-50) pod dowództwem majora Josefa Jodowicza . 184 Brygada Pancerna pozostała na wschodnim brzegu kanału w rejonie umocnionego obszaru Lekaken, aby kontynuować uzupełnianie zapasów i reorganizację. O godzinie 12:00 dowódca 143 Rezerwowej Dywizji Pancernej gen. Szaron wydał następujące rozkazy jednostkom z 14 Brygady Pancernej: zdobyć kompleks Orcha, oczyścić bufor rolniczy, dotrzeć do brzegu Kanału Sueskiego i zdobyć przeprawę, która mogłaby ułatwić odwrót egipskim wojskom z Chińskiej Farmy. Wsparciem dla Izraelczyków walczących o kompleks miała być artyleria kal. 155 mm i 175 mm.

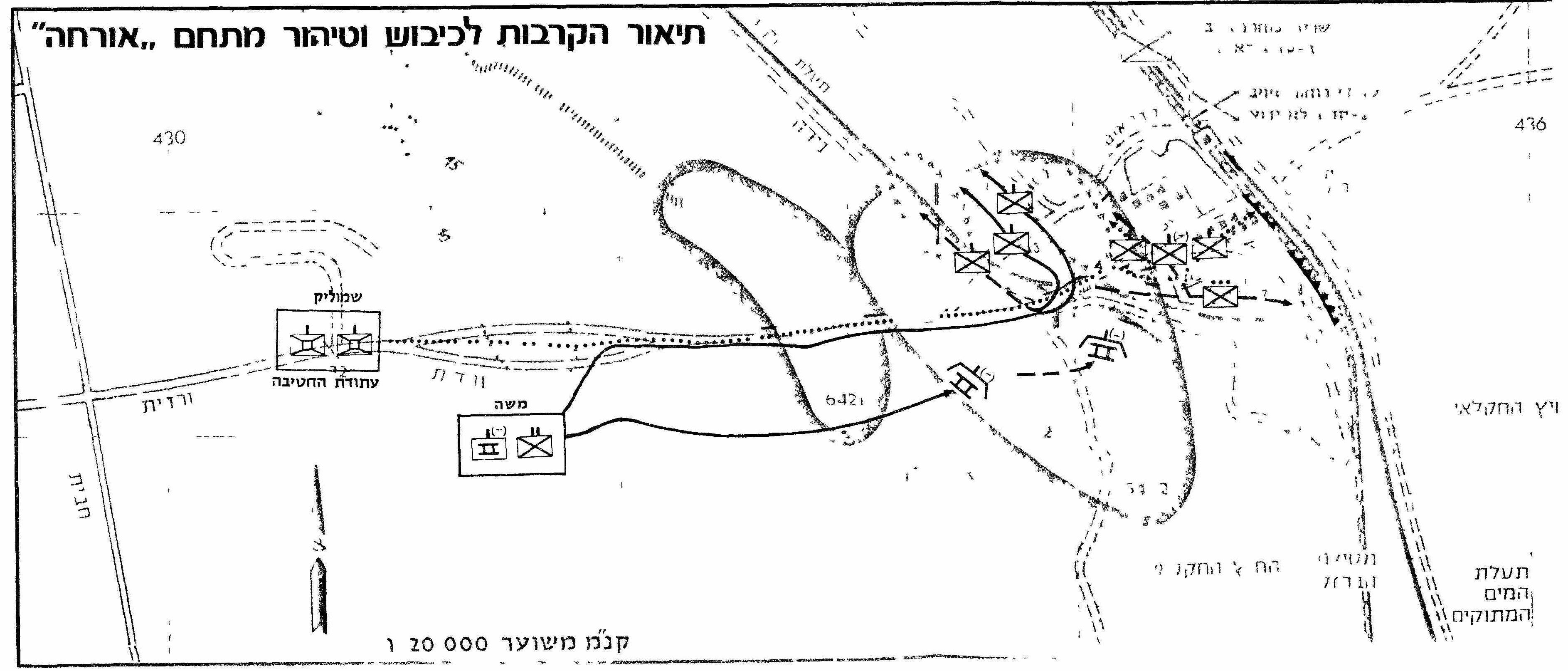
Mapa przedstawiająca izraelski atak na kompleks 19 października 1973 roku

Kompleks został podzielony przez Izraelczyków na kilka części: Orcha 6421 (miejsce, w którym znajdowała się artyleria polowa, systemy przeciwlotnicze), Orcha 6422 (w jej skład wchodziło skrzyżowanie dróg Wardit i Nura, most przez kanał ze słodką wodą). Orchę 6422 podzielono jeszcze na część znajdującą się na północ od drogi Wardit (nazwa Orcha 6422-1) oraz część na południe od drogi (Orcha 6422-2). Plan zakładał atak sił izraelskich na Orchę od zachodu. 79 Brygada Pancerna miała prowadzić siły przez drogę Wardit, a następnie zająć wzgórza na północ od drogi. Sajjeret Szaked miał zająć obszar Orcha 6421 przy wsparciu czterech czołgów z 79 Brygady. Jednostce 88 powierzono atak od północnego zachodu i zdobycie Orchy 6422. Natomiast oddział Arada w pierwszej fazie ataku miał stanowić odwód dla sił zdobywających i oczyszczających kompleks. Następnie miał zdobyć most na kanale ze słodką wodą, następnie przemieścić się na obszar pomiędzy kanałem ze słodką wodą a Kanałem Sueskim i upewnić się, że nie ma tam już więcej sił egipskich.

### Reorganizacja planu ataku
Około 13:20 wyznaczone do ataku siły rozpoczęły manewr okrążający cały kompleks, aby móc go zaatakować od zachodu, od strony drogi Wardit, nie ryzykując frontalnego ataku na pozycje obronne. O godzinie 14:00 prowadzące formację czołgi z 79 Brygady Pancernej dotarły na wyznaczone pozycje wyjściowe na drodze Wardit. Dowódca brygady wezwał dowodzących poszczególnymi formacjami na ostateczną odprawę przed uderzeniem na kompleks. Obserwacje Orchy wskazały na błędne rozpoznanie pola walki. Orcha 6421 okazała się bez znaczenia i nie było na jej obszarze żadnej aktywności przeciwnika. Natomiast w całym obszarze Orcha 6422 zaobserwowano dużą aktywność wojsk egipskich. W tej sytuacji pułkownik Reszef dokonał zmiany planu ataku. Główną siłę natarcia postanowiono skupić na obszarze Orchy 6422. Atak miały przeprowadzić Sajjeret Szaked oraz Jednostka 88. Siły Jednostki 88 podzielono na dwie grupy. Pierwsza składała się z dwóch czołgów PT-76 i czterech BTR-ów-50, a druga grupa składająca się z trzech czołgów PT-76 i czterech BTR-ów-50 miała oczyścić obszar nad kanałem ze słodką wodą. Obie miały zająć obszar Orcha 6422-1, natomiast Sajjeret Szaked miało zdobyć i oczyścić obszar Orcha 6422-2. Oddział majora Arada miał stanowić wsparcie dla walczących o kompleks .

### Atak Jednostki 88 na kompleks
O godzinie 14:30 rozpoczęto atak. W trakcie zbliżania się do Orchy 6422 major Jodowicz meldował o tym, iż Egipcjanie nie rozpoznali początkowo sił izraelskich i machali rękami do jadących PT-76 oraz BTR-ów-50, a także pozdrawiali ich załogi . Dopiero w okolicach mostu na kanale ze słodką wodą otwarto ogień do sił izraelskich. Jednak według relacji Jodowicza nie był to silny opór, a jednostki wroga zidentyfikowano jako siły inżynieryjne. Dowództwo brygady zgodziło się na prośbę Jodowicza, aby nie podejmować kontaktu ogniowego. Za mostem, mimo dalszego ostrzału ze strony egipskiej, również kontynuowano natarcie w kierunku wsi. Jeden z dwóch czołgów towarzyszących Jodowiczowi uszkodził gąsienice podczas pokonywania nasypu kolejowego przy kanale z wodą i nie mógł przemieszczać się dalej.
Druga grupa z Jednostki 88 przekroczyła most za oddziałem Jodowicza, skręciła następnie na południowy wschód i napotkała silny opór z broni przeciwpancernej oraz artylerii przeciwlotniczej. Jeden z trzech czołgów został zniszczony. Izraelskie BTR-y-50 próbowały zbliżyć się do okopanych pozycji wroga, ale nie udało się wysadzić desantu ze względu na ostrzał z broni maszynowej. Izraelczycy nie byli w stanie skutecznie kontratakować, a egipscy komandosi atakowali z bliskiej odległości unieruchomione transportery. Uszkodzono również pojazd dowódcy grupy. O godzinie 16:00 dowódca brygady otrzymał raport o uszkodzonych dwóch transporterach, jednym zniszczonym czołgu, 16 zabitych i 27 rannych. Poproszono jednocześnie o wsparcie. Opór był na tyle silny, że major Jodowicz na obrzeżach Sarabijum pozostawił dwa BTR-y-50, a pozostałym siłom nakazał wspomóc walczących .

### Działania Sajjeret Szaked i oddziału Arada

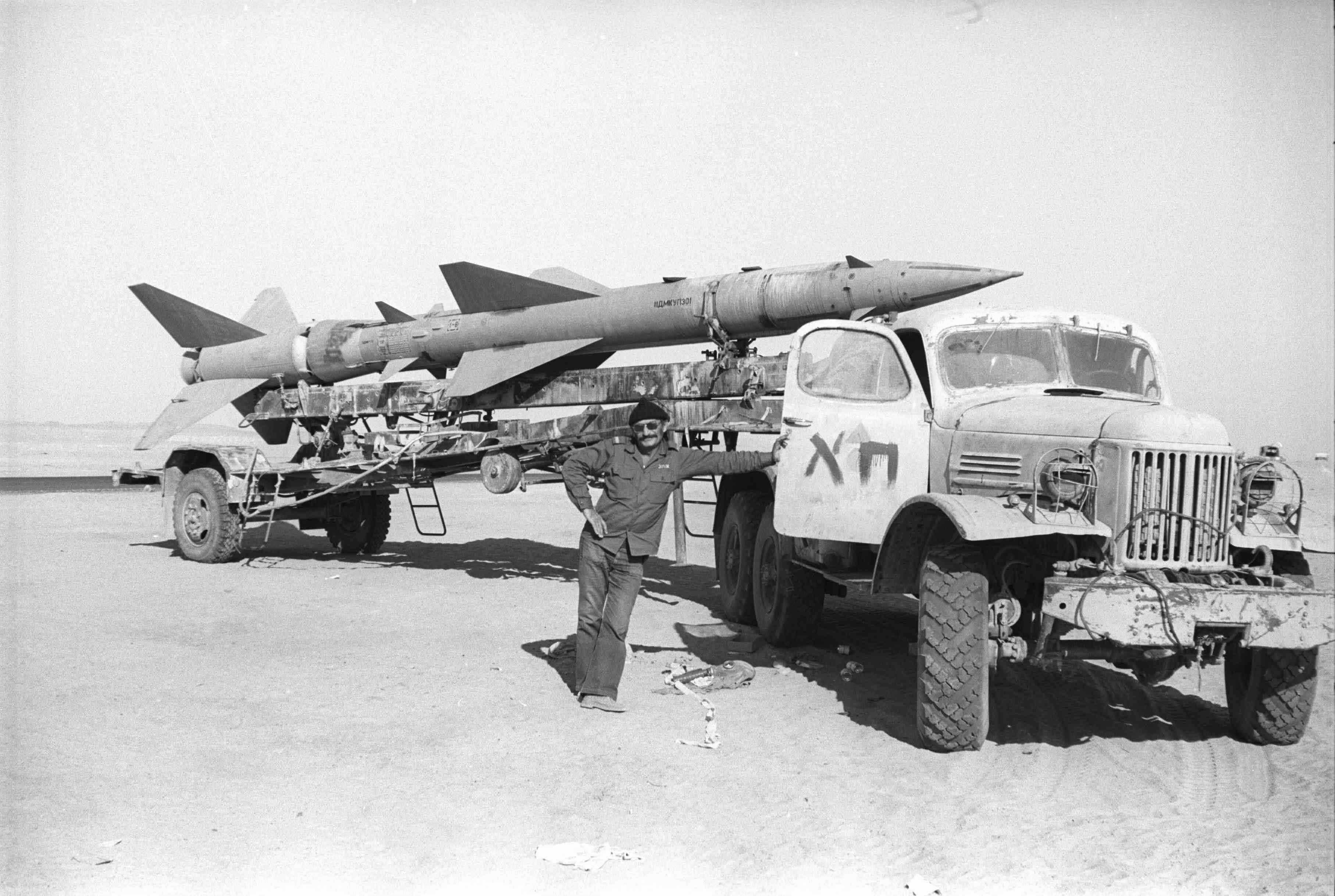
Egipski system S-75 zdobyty w kompleksie

Kiedy o 14:30 siły Jednostki 88 przystąpiły do wykonywania swojego zadania podpułkownik Spektor zwrócił się do otrzymanej jako wsparcie z 79 Brygady Pancernej kompanii czołgów, aby skierowała się na pozycje na południowym zachodzie od mostu i wspierała działania Sajjeret Szaked. Następnie jedna kompania piechoty zmechanizowanej, wzmocniona kompanią kadetów, miała zająć i oczyścić obszar Orchy 6422-2 (na południowy zachód od kanału ze słodką wodą). Druga kompania miała zdobyć obszar Orcha 6422-1 na północny zachód od mostu na kanale. Wraz z upływem czasu kompania kadetów poinformowała, że wykonała swoje zadanie bez oporu, natomiast kompania atakująca Orchę 6422-1 meldowała o silnym oporze ze strony wroga. Spektor nakazał kadetom wesprzeć atak na Orchę 6422-1. Kiedy siły Spektora były bliskie wykonania swojego zadania, dowódca brygady postanowił wprowadzić do walki oddział majora Arada, który z siłami Spektora miał wesprzeć Jednostkę 88. Czołgi przydzielone do oddziału Spektora ostrzeliwały umocnione pozycje Egipcjan, co pozwoliło na zbliżenie się do umocnień piechoty majora Arada, która przystąpiła do oczyszczania okopów. Skoordynowany atak obu sił pozwolił żołnierzom Jodowicza na wycofanie się z rannymi i przegrupowanie. O godzinie 17:00 lub 18:00 zakończono walki o kompleks, jednak do godzin nocnych kontynuowano oczyszczanie kompleksu z ukrytych oddziałów egipskich komandosów .

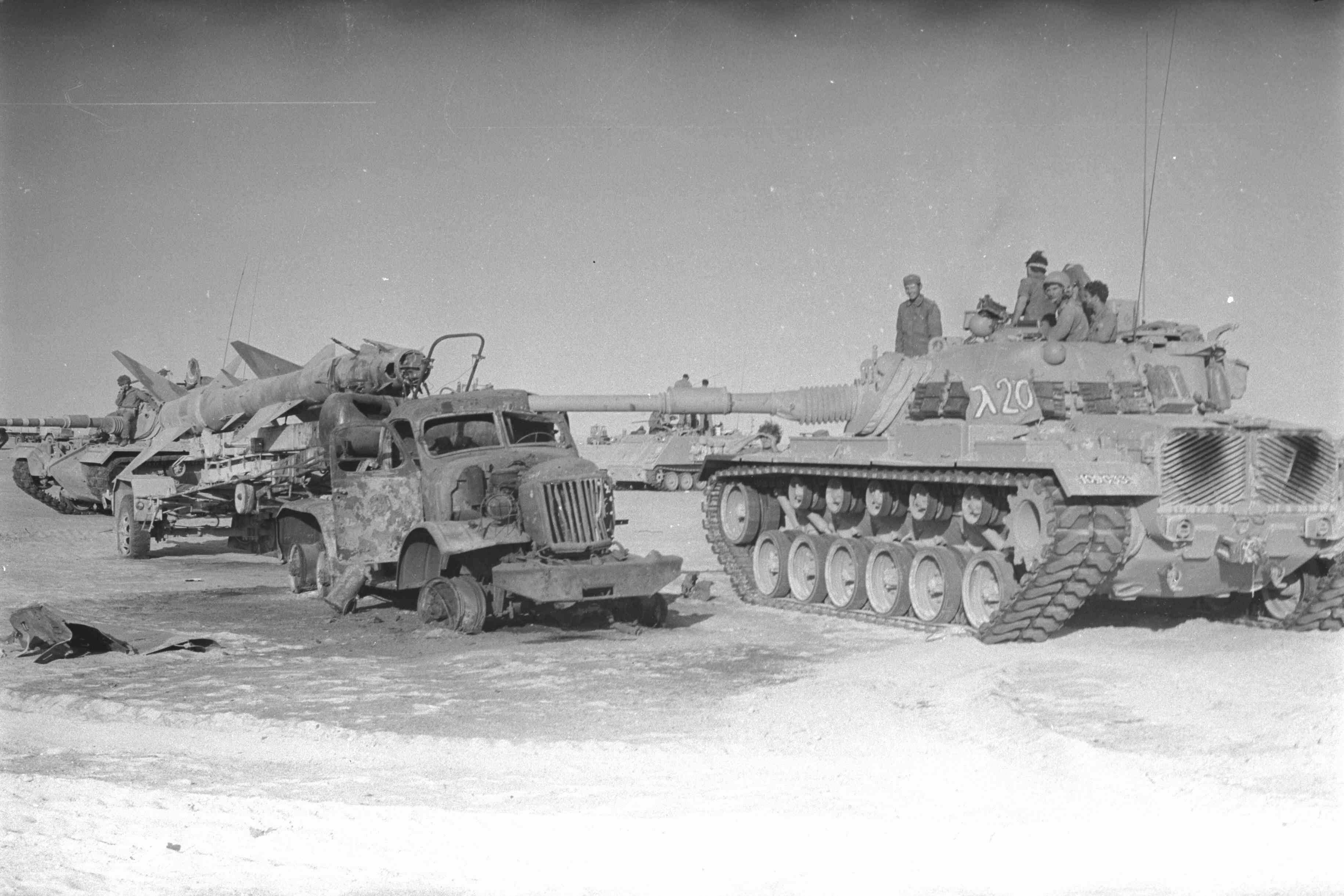
Czołg Magach 3 i egipski system S-75 w kompleksie

## Rezultat bitwy
Reszef podaje, że był to pierwszy przypadek w trakcie wojny, kiedy brygada nie miała należytego rozpoznania rejonu walk i musiała aktualizować sytuację na bieżąco podczas bitwy .
Według izraelskich raportów na obszarze kompleksu znaleziono 300 martwych Egipcjan. Ponadto ok. 50 dostało się do niewoli w nocy z 19 na 20 października. Po stronie izraelskiej zginęło 20 żołnierzy, a rannych zostało 32. Z kolei według Reszefa zginęło 18 żołnierzy, a rannych zostało 43 . W przypadku strat sprzętowych Izraelczycy stracili jeden czołg PT-76 i cztery transportery BTR-50 .